# Сагалевич Анатолій Михайлович
Сагалевич Анатолій Михайлович (рос. Сагалевич Анатолий Михайлович; нар. 5 вересня 1938, Чернігів, УРСР) — радянський та російський вчений-океанолог українського походження, дослідник Світового океану.

## Біографія
Народився 5 вересня 1938 року в Чернігові, УРСР. Закінчив Московський суднобудівний технікум. З 1959 року працював в Інституті автоматики і телемеханіки (нині інституті проблем управління) АН СРСР, паралельно навчався у Загальносоюзному заочному енергетичному інституті, який закінчив в 1965 році. Того ж року Сагалевич почав працювати в Інституті океанології Академії наук СРСР, (нині — Інститут океанології імені П. П. Ширшова Російської академії наук). Спочатку був молодшим науковим співробітником, розробляв апаратуру для гідро- і геофізичних досліджень.
Надалі Сагалевич зайнявся глибоководними дослідженнями. У 1960-ті роки в СРСР не було власних батискафів для вирішення подібних завдань. На початку 1970-х років заступник директора інституту океанології Ігор Михальцев виступив з пропозицією створити або купити за кордоном батискаф з глибиною занурення до 2000 метрів. Було вирішено придбати канадські глибоководні підводні апарати типу «Пайсіс». Домовитися з канадцями було доручено Сагалевичу: він два роки провів в Канаді, займаючись доукомплектуванням корпусів батискафів науково-дослідним устаткуванням. У 1975-1976 роках апарати «Пайсіс-VII» і «Пайсіс-XI» були доставлені в СРСР.
У 1977 році Сагалевич брав участь в першій експедиції «Пайсіс» на озері Байкал другим пілотом у складі екіпажу «Пайсіс-XI». Тоді глибоководні апарати досягли глибини в 1400 метрів, встановивши рекорд для занурень в прісній воді. В ході експедиції були зібрані докази гіпотези про виникнення озера через трансформаційний розлом. Повторна експедиція на Байкал на тих же «Пайсіс» була здійснена Сагалевичем у 1991 році. Крім Байкалу радянські вчені за допомогою «Пайсіс» вели дослідження в Тихому, Атлантичному і Індійському океанах.
У 1979 році у Сагалевич став завідувачем лабораторією наукової експлуатації глибоководних підводних апаратів. У 1985 році захистив докторську дисертацію.
Для подальшого освоєння світового океану керівництво АН СРСР вирішило створити новий керований апарат, здатний занурюватися на глибину до 6 кілометрів. Існуючі військові розробки, наприклад, проект 1906 року, або «Пошук-6», спущений на воду в 1979 році, був занадто важкий і неефективний для підводних досліджень і фактично був некерованим батискафом, а на створення нового повноцінного глибоководного апарату пішло б не менше 15 років. У створенні проекту брали участь фахівці КБ «Лазурит» та Інституту океанології. Одним з основних творців технічного завдання для проекту був Анатолій Сагалевич. За цим проектом в 1987 році фінською компанією «Rauma Repola» було побудовано два батискафи «Мир». Судном забезпечення апаратів стало науково-дослідне судно «Академік Мстислав Келдиш», побудоване 1981 року у Фінляндії.
Сагалевич брав участь в експедиції в Атлантичному океані на новому судні, здійснивши занурення на глибину 6170 і 6120 метрів. За створення батискафів «Мир» був нагороджений орденом Леніна, а в 1989 році його призначили керівником всього дослідницького проекту «Мир».
Після розпаду СРСР фінансування програм глибоководних досліджень значно скоротилося, і проект «Мир» на гроші іноземних інвесторів брав участь в зйомках фільмів і комерційних експедиціях. У 1998 році Сагалевич брав участь у пошуках потопленого в 1944 році японською підводного човна «I-52», яка перевозила золото в нацистську Німеччину як плату за військове обладнання. Експедиції під керівництвом Пола Тідвелла вдалося знайти субмарину. У тому ж році повторна експедиція за участю «Мир-1» і «Мир-2» здійснила нові занурення для зйомки документального фільму про долю «I-52».
У 1996 році на замовлення американського кінорежисера Джеймса Кемерона Сагалевич керував експедицією батискафів «Мир» до затонулого в 1912 році пасажирського лайнера «Титаніка». Його командою вперше в світі здійснені глибоководні кінозйомки були використані у фільмі Кемерона «Титанік». У цьому фільмі Сагалевич мав роль камео. У 2000 році Сагалевич брав участь в зйомках іншого фільму Кемерона — «Привиди безодні: Титанік». У 2001 і 2002 роках Сагалевич очолював експедицію для зйомок фільму про німецький лінкор «Бісмарк».
Після катастрофи радянського атомного підводного човна К-278 «Комсомолець» 7 квітня 1989 року Сагалевич очолював 7 експедицій (1989-1997), метою яких було обстеження і герметизація реактора затонулого підводного човна. Сагалевич розробив спеціальну технологію для консервації подібних об'єктів. Операція по консервації реактора АПЧ «Комсомолець» завершилася успіхом, за що Сагалевич нагороджений орденом Мужності.
Після катастрофи підводного човна К-141 «Курськ» 12 серпня 2000 року Сагалевич спускався на батискафах «Мир» для дослідження місця аварії. Він же першим заявив, що Курськ не міг затонути через зіткнення з іншим підводним човном.
Влітку 2007 року а Сагалевич брав участь в експедиції «Арктика-2007». «Мир-1» здійснив рекордне підлідне занурення на Північному полюсі, досягнувши глибини в 4261 метр. Повідомлялося, що «Мир-1» встановив на дні титанові прапори Росії та Абхазії, а також «капсулу з посланням майбутнім поколінням». В урядом США цей крок був розцінений як пропагандистський і піддався критиці з наукової і юридичної точки зору. Американський підводник-дослідник Альфред Макларен заявив, що Сагалевич вкрав його технологію підлідного занурення.
10 січня 2008 року Анатолію Сагалевичу було присвоєно звання «Героя Росії».
Влітку 2008 року Сагалевич став заступником керівника нової наукової експедиції по спуску на дно озера Байкал. Метою експедиції було уточнення глибини озера, пошук на його дні нових біологічних видів і оцінка перспективи видобутку газогідратів як палива. 30 липня 2008 року ГА «Мир-2» отримав пошкодження, зіткнувшись з баржею через сильне хвилювання на поверхні, але вже 2 серпня був відремонтований і готовий до занурення. У серпні та вересні підводні апарати здійснили більше п'ятдесяти занурень, виявивши нові види живих організмів і кілька точок виходу нафти.
Влітку 2009 року під час чергової байкальської експедиції Сагалевич досяг точки дна, яка імовірно є найглибшою точкою озера і знаходиться на глибині 1640 метрів. У тому ж році в одному зі спусків батискафів взяв участь прем'єр-міністр Путін.
Анатолій Сагалевич є автором понад 300 публікацій, 10 книг в співавторстві і 3 монографій.